# Nematus ventralis
Nematus ventralis är en stekelart som beskrevs av Thomas Say. Nematus ventralis ingår i släktet Nematus och familjen bladsteklar. Inga underarter finns listade i Catalogue of Life.